# 法鼓山

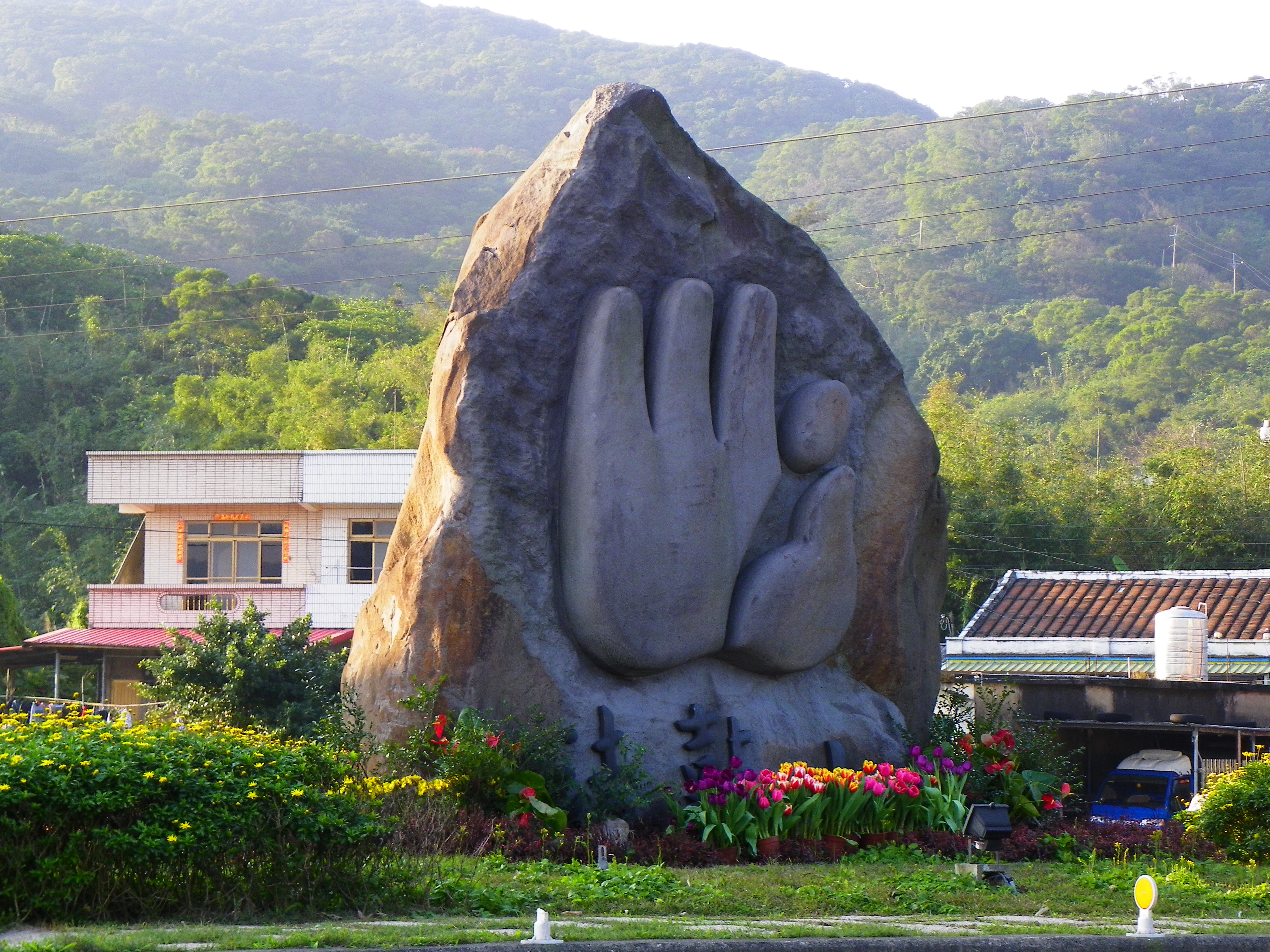
法鼓山入口山徽石，源自佛陀轉法輪的說法印

法鼓山（英語：Dharma Drum Mountain，縮寫DDM；或），為創立於臺灣的大乘佛教團體，創辦人為釋聖嚴法師，被民間歸類為台灣佛教四大山頭之一。總本山位於新北市金山區三界里的法鼓山世界佛教教育園區。在全台灣各地設有道場分支，在香港、東南亞、北美地區也設有海外道場。
法鼓山由釋東初禪師創建的「中華佛教文化館」與「農禪寺」發展而來。1955年，東初老人於北投興建中華佛教文化館，推動佛教文化、開辦冬令救濟。1971年帶領弟子於關渡平原整地開墾，落成啟用後東初老人以「禪修為主，務農為生」的理念將此處命名為「農禪寺」。
1977年，聖嚴法師接任文化館與農禪寺住持，簡化佛法概念與修行法門以推廣佛教文化。由於信眾與學生與日俱增，於1989年購入新北市金山區土地闢建道場，該道場被命名為「法鼓山」，即現今法鼓山世界佛教教育園區。聖嚴法師並以法鼓山名義成立財團法人，從事社會教化，心靈輔導及關懷弱勢等公益活動。2005年10月法鼓山園區第一期工程完工，舉行落成開山大典。
2006年，聖嚴法師傳方丈之位予果東法師。2018年，果東法師傳位予果暉法師。

## 象徵

### 命名
「法鼓」一詞，佛典中有多處提及。如《妙法蓮華經》云：「惟願天人尊，轉無上法輪，擊於大法鼓，而吹大法螺，普及大法雨，度無量眾生，我等咸歸請，當演深遠音。」所謂「擊大法鼓」，就是敲響佛法淨化心靈的鼓聲，使人心獲得安樂與平靜。由於法鼓山的地理形貌，猶如一個縱臥的大鼓，故引經典之喻，取其似鼓之形，「法鼓山」之名遂由此而得也。

### 山徽
法鼓山山徽圖形勾勒出佛陀轉法輪時的手勢，名為說法印，示意眾生諸般纏綑已獲消解。山徽左側為山形，右側則似一人打坐。

### 法華鐘

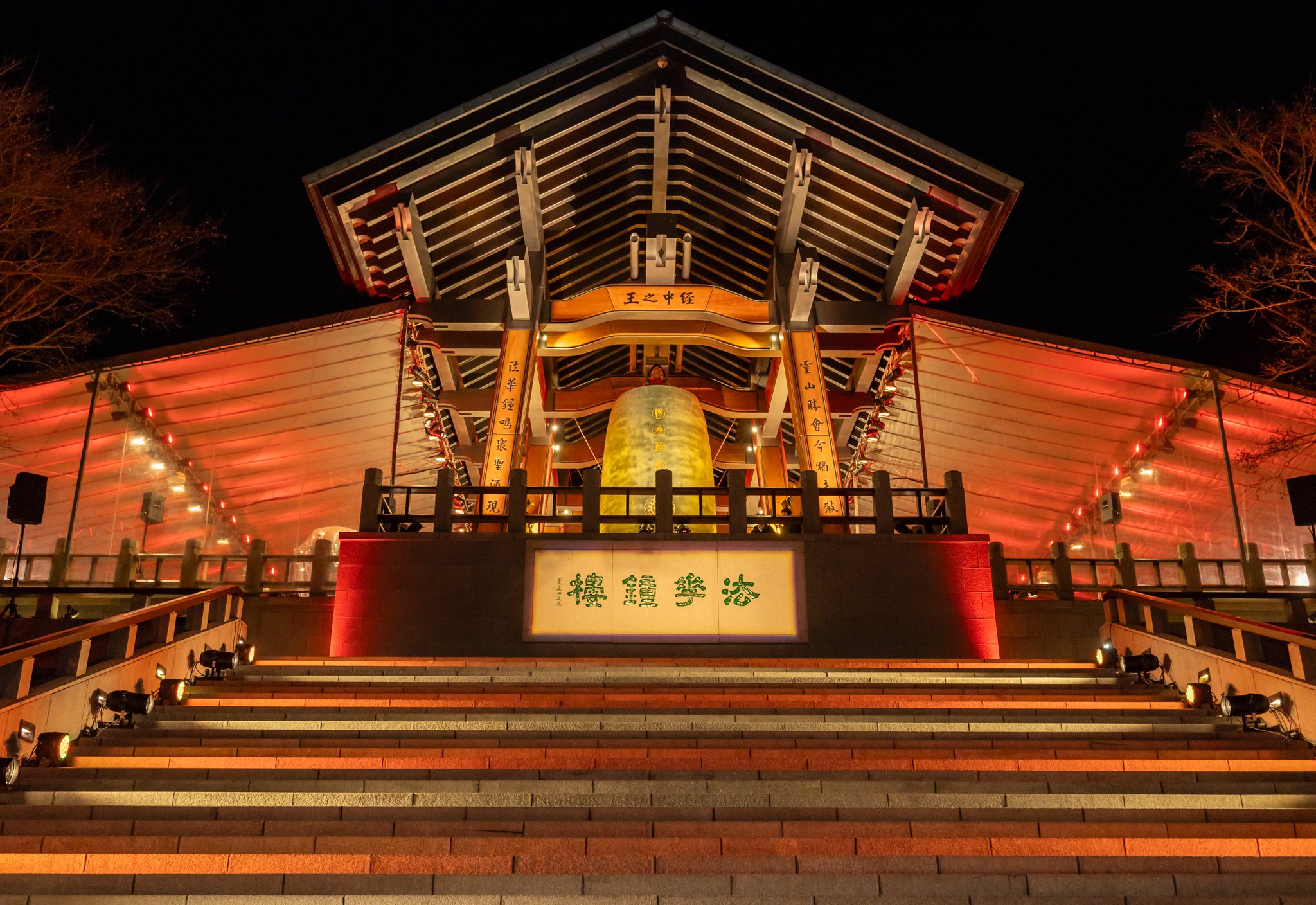
2025年除夕撞鐘祈福活動期間的法華鐘樓。

法鼓山法華鐘是東南亞最大的法華梵鐘，總重達25公噸，採唐式風格，鐘體上鐫刻有《妙法蓮華經》以及〈大悲咒〉共計70,152個字，還有一幅典出《法華經》的「多寶塔雙佛並坐圖」。所雋刻的經文，取自元朝僧人元浩之書法。
法鼓山以《法華經》鑄鐘，乃由於法鼓山為觀音道場，經中的〈觀世音菩薩普門品〉千古以來便是觀音信仰之主要依據；此外，《法華經》向來備受中國天台宗、淨土宗、華嚴宗及禪宗的推崇和重視，在漢傳佛教系統中享有崇高地位；而法鼓山之「法鼓」二字，也出自《法華經》。法華鐘自2006年12月正式啟用，並於2007年除夕夜起舉辦首次撞鐘祈福活動，以彌陀法會與撞響108聲法華鐘聲，作為去除108種煩惱的象徵，並祈願來年平安、順利。

## 理念

### 眾願成就
法鼓山創辦人聖嚴法師說：「法鼓山沒有大資金，但產生的影響力卻深遠廣大，這就是我們的特色。法鼓山為社會帶動良好風氣，提供有利的修行方法，這是我們的貢獻。」
1989年法鼓山正式揭櫫其理念——『提升人的品質，建設人間淨土』，此後，便循此主題而舉辦的各項弘化活動。
1992年提出『心靈環保』之觀念，並將該年訂定為「心靈環保年」。
1994年提出「四環」觀念，所謂的四環即是指：四種環保，是以心靈環保為主導，從心出發、由內而外，推己及人地擴大到對社會、人類、環境、自然、生態的整體關懷。
- 心靈環保—心靈環保是法鼓山所有行動的總綱，主要意義乃在於保持心靈環境的純淨與安定。
- 禮儀環保—以心儀、口儀、身儀的淨化，促進人我和諧。
- 生活環保—少欲知足、簡樸自然，落實禪宗「修行就在行住坐臥間」的觀念。
- 自然環保—知福惜福、感恩大地，體認人是自然的一部分，應極力保護自然免受污染與破壞。

因此，法鼓山近年來舉辦佛教化的聯合奠祭、聯合婚禮、聯合祝壽等儀式，便是希望引導大眾將四環觀念落實於生活中。
1999年提出「心五四運動」，整合了歷年來提出的重要觀念與方法，作為廿一世紀人類的生活標竿。心五四運動是一項心靈建設工程，是法鼓山為實踐四種環保而推出的觀念與方法，它將佛法中深奧的名相與學理轉化為一般人都能的觀念與方法。總計五大項，每一項內各有四種「心」的觀念和方法，因此稱之為「心五四」。
- 四安—安心、安身、安家、安業，為提昇人品，建立新秩序主張。
- 四要—需要的才要、想要的不重要、能要該要的才要、不能要不該要的絕對不要，為面對煩惱，安定人心的主張。
- 四它—面對它、接受它、處理它、放下它，為解決人生困境的主張。
- 四福—知福、惜福、培福、種福，為增進全人類福祉的主張。
- 四感——感恩、感謝、感化、感動：

1. 感恩——使我們成長的因緣；
2. 感謝——給我們試煉的機會；
3. 感化——教化自己；
4. 感動——用心體會生命，用行動影響他人。

因此，法鼓山則由創辦人聖嚴法師提出了一個共識：
1. 從理念上提昇人的品質，建設人間淨土。
2. 在精神上奉獻我們自己，成就社會大眾。
3. 在方針裡—回歸佛陀本懷，推動世界淨化。
4. 最後，落實的方法為—提倡全面教育，落實整體關懷。

1990年聖嚴法師寫下「四眾佛子共勉語」，期許能夠為普世帶來和平共修的力量。：
1. 信佛學法敬僧，三寶萬世明燈。
2. 提昇人的品質，建設人間淨土。
3. 知恩報恩為先，利人便是利己。
4. 盡心盡力第一，不爭你我多少。
5. 慈悲沒有敵人，智慧不起煩惱。
6. 忙人時間最多，勤勞健康最好。
7. 為了廣種福田，哪怕任怨任勞。
8. 布施的人有福，行善的人快樂。
9. 時時心有法喜，念念不離禪悅。
10. 處處觀音菩薩，聲聲阿彌陀佛。

## 組織團體

### 基金會
法鼓山體系目前有多個運行的財團法人基金會，其個別成立日期如下：
- 財團法人法鼓山文教基金會 1992年3月17日經教育部核准成立，同年7月14日正式運行。
- 財團法人法鼓山佛教基金會 1997年6月25日經內政部核准成立。
- 財團法人法鼓山社會福利慈善事業基金會 2001年3月成立。
- 財團法人法鼓山人文社會基金會 1999年10月4日成立。
- 財團法人聖嚴教育基金會 2006年1月18日經教育部核准成立。

### 僧團
僧團成立於1980年。在編制上則設有都監一位、副都監一位，並設有賢首會、都監院、事務院、禪修推廣中心、佛學推廣中心、關懷中心、教育院、僧伽大學等單位，是法鼓山的核心組織機構。其成立宗旨為：組織佛教教團、培養青年僧才、弘揚法鼓山理念，並以落實人間淨土之理想。此一機構主要的活動則是研發、推展各種禪修、佛學教育、關懷弘化等。法鼓山僧團以聖嚴法師為精神導師，其成立緣起於1977年師父自美國回台灣接掌中華佛教文化館和農禪寺，而為了培訓弘揚佛法及住持三寶的青年僧眾人才，農禪寺於1979年8月成立了「三學研修院」，成員為原譯經院的成員與曾參加禪七的學員，共十人。之後陸續增加，成員之中包含僧俗四眾。譯經院結束後，成員之中有人發心出家，「三學研修院」漸而發展為法鼓山「僧團」。此外，隨著「法鼓山世界佛教教育園區」的完工，目前此一核心組織亦隨之搬遷上山。

#### 禪修推廣中心（傳燈院）
法鼓山向來以推廣禪修為主要弘法重點之一，於是於2000年5月成立「禪修推廣中心」，裨使禪修活動能更系統化、普及化，並也研發各式適合現代人的禪修活動。2005年起改稱為「傳燈院」。其宗旨乃在於推廣禪法、落實理念。主要舉辦的活動項目為禪修相關課程。

#### 佛學推廣中心
為了使佛學推廣與教育更加有制度化，法鼓山遂於2000年4月成立「佛學推廣中心」，藉專責單位運作期使能讓大眾瞭解佛教經典（如《法華經》、《如來藏經》、《四十二章經》......等）以及認識宗派（如禪宗、淨土宗、華嚴宗......等），以去除因為艱澀的佛學名相而讓大眾望之卻步的窒礙，並藉著對於經文的闡義以推動大普化教育、弘揚正信佛法、推動心靈環保等。此單位的主要活動為舉辦讀書會及培訓營、安排各地佛學弘講等。

### 法鼓山榮譽董事會
於1989年創設的募款組織。
凡單次捐款達新台幣100萬元以上，或捐款累計達100萬元者，聘為「榮譽董事」；5年內捐款累計達100萬元者，為「預約榮譽董事」；8年內捐款累計達100萬元者，則為「發願榮譽董事」。

### 護法總會
為護持中華佛學研究所、農禪寺的遷建工作，多位熱心的信眾於1989年3月自動發起成立「中華佛學研究所護法理事會」，推動募款事宜。
是年5月，「中華佛學研究所護法理事會」正式成立，由楊正、賴燕雪擔任首屆正、副理事長，是為護法總會的前身。
1992年10月為了因應「財團法人法鼓山文教基金會」的成立，「中華佛學研究所護法理事會」亦更名為「法鼓山護法會」，主要負責舉辦各項活動及籌募經費等。其理念是藉著勸募基金以弘揚佛法，推動良善風氣、提昇生命品質。

### 法青會（青年發展院）
1994年7月農禪寺舉辦第一屆大專禪七，同年11月10日應學員要求組成「法鼓山大專青年學佛會」。
於此同期，法鼓山舉辦暑期兒童營，而每年都有許多熱心的大專青年參與活動企劃、執行，為了整合資源，於1997年暑假成立了「法鼓山學佛營隊」。
由於「法鼓山大專青年學佛會」和「法鼓山學佛營隊」皆是以大專青年為主要成員，因此在1998年合併為「法鼓山青年服務隊」，1999年為了組織完整並擴大服務已經畢業的青年，故改組為「法鼓山大專青年會」，簡稱「法青會」，主要成員及服務對象為18歲至35歲的青年。
其成立的主要目的為接引青年修習正信佛法、推廣青年精進修行禪法、培養青年弘法人才。
目前已正式更名為「法鼓山世界青年會」，而為了推廣青年族群的加入，於2006年正式成立「青年發展院」，以接納更廣大之青年族群。目前總部設於台北市西門町的法鼓山德貴學苑。

## 寺院及精舍

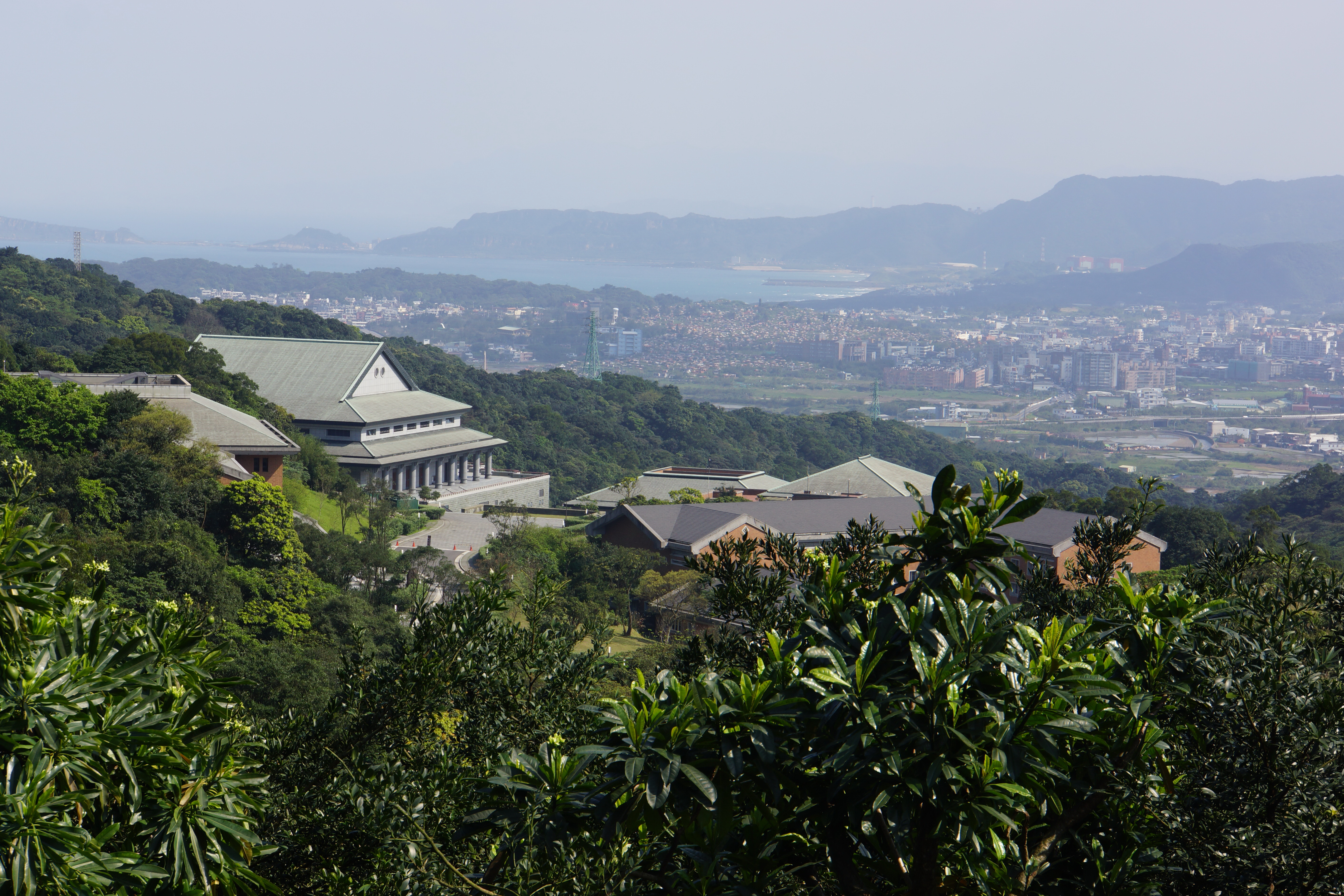
法鼓山佛教教育園區

在法鼓山組織中，除了位於臺灣新北市的總部世界佛教教育園區，以及位於台北市的農禪寺、文化館，台灣各地另有分院，包含臺北市北投區雲來寺、新北市天南寺、桃園市齋明寺、臺中市寶雲寺、南投縣德華寺、臺南市雲集寺、高雄市鳥松區紫雲寺、臺東縣信行寺等。此外在香港、東南亞、澳洲與歐美皆設有道場據點，其中以聖嚴法師早年曾於此弘法的美國發展規模最大。
由於近來參與法鼓山的活動人數不斷增加，現有空間不足，故而規劃中型道場作為弘化、舉辦各項活動使用。並以佛教經典中經常出現的「精舍」為名，意指為精進修行的地方，藉此提醒四眾以佛法修證為依歸。目前成立的精舍有：蘭陽精舍 、花蓮、基隆精舍、中山精舍、三民精舍等。

### 中華佛教文化館
中華佛教文化館創立於西元1955年。其主要宗旨為從事佛教教育、文化與社會關懷工作，弘揚正信佛法、漢傳佛教精神。主要的活動項目則是舉辦各種共修活動，例如地藏法會、千佛懺法會、藥師消災法會、觀音法會等。
位於台北北投光明路上的「中華佛教文化館」，是法鼓山的發源地。一開始東初老人承租光明路上的公有土地，1955年動土開始興建文化館，一年後正式落成。文化館成立之初，在人力物力缺乏的情況之下，仍致力於佛教文化事業的傳承與推展，其中包括主持了《大正新脩大藏經》（簡稱《大正藏》）的影印工作。而在1965年更是創辦了《佛教文化》季刊。此外，每年舉辦兩次法會，即七月份為期一個月的地藏法會以及臘月上旬的佛七，提供民眾共修、沈澱身心的機會，也藉此募集資金、物資以供救濟。至此後，「冬令救濟」每年舉辦而且為文化館的一項傳統。1977年12月15日東初老人圓寂，在美國的聖嚴法師承繼老人遺志，立即返台籌組成立「財團法人台北市中華佛教文化館」，並於1978年春召開第一次財團法人董事會成立大會。1984年文化館開始動工擴建，並於1986年4月19日舉行落成開光典禮。是年，並聘請護持文化館廿多年的鑑心法師擔任文化館住持。

### 農禪寺

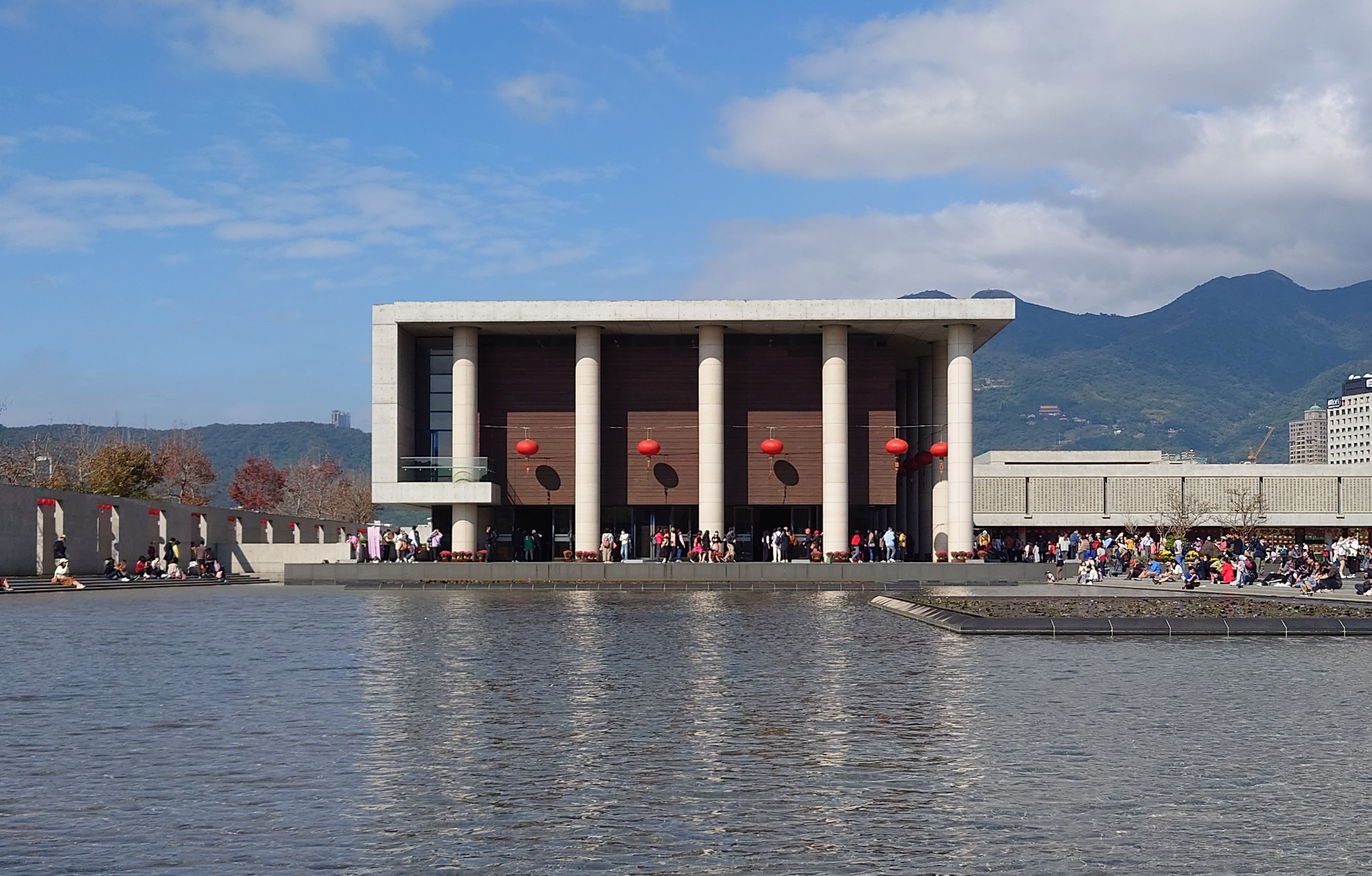
農禪寺水月道場

農禪寺為法鼓山的重要發源地，是由中華佛教文化館的開山長者東初老人於北投購地一甲所初建，做為文化館的下院。1971年由東初老人率領弟子開始建造，直至1975年始落成啟用，並以「農禪寺」為名。創建之初為效法唐代百丈禪師所創立的禪林制度，期許弟子自食其力同時禪修與務農維生而取名「農禪寺」。主要的成立宗旨即為從事佛教教育、文化與社會關懷工作，並推動佛法、漢傳佛教精神。目前以舉辦各種法會共修活動，如念佛、初級禪訓班、大悲懺法會、淨土懺法會，以及皈依典禮、週日講經等活動為主。
農禪寺早期為一棟兩層樓的農舍：一樓為客房；二樓供奉文殊菩薩，稱為文殊殿。1977年東初老人圓寂後，由聖嚴法師接掌管理時，常住眾僅有四人。寺院周圍遍佈菜園、竹林，平日常住眾多親手種植菜蔬，以供寺內食用。
1978年，時任住持的聖嚴法師開始於寺中舉辦週日講經法會；同年4月，農禪寺借予場地給原設在新竹市福嚴精舍的「美國佛教會」駐台譯經院使用。
1979年開始成立「禪坐會」；同年8月成立了「三學研修院」，成員即譯經院原有成員與禪七學員，共十位。該院進一步發展為「僧團」，而初期僧團運作的所在地即是在農禪寺。
1982年開始成立「念佛會」，週週舉辦共修，人數最多可達上百人。農禪寺除了定期舉辦共修之外，早期各單位如基金會、法鼓文化等辦公室均設置在此。時至今日，其不僅是法鼓山的活動核心，更是蘊藏了法鼓人共同的記憶，亦是弘法之重要地點。
1989年，由於北投關渡平原重劃開發，農禪寺所在地被納入「關渡平原保護區」，可能面臨拆遷的命運。然而，農禪寺的拆遷問題一直在宗教及地方人士大力奔走之下，並感念法鼓山早年開山篳路藍縷之歷史過程，為傳承市民對於北投農禪寺之集體記憶，促請保留。
因此，臺北市政府於2004年7月19日公告登錄農禪寺開山時期所建之二層農舍與慈悲門等二處建築物為本市歷史建築，並建議劃設為「保存區」，自此也免於拆遷之命運。2010年5月，舉行農禪寺新建水月道場動土典禮。2012年12月，水月道場正式落成啟用。

### 齋明寺

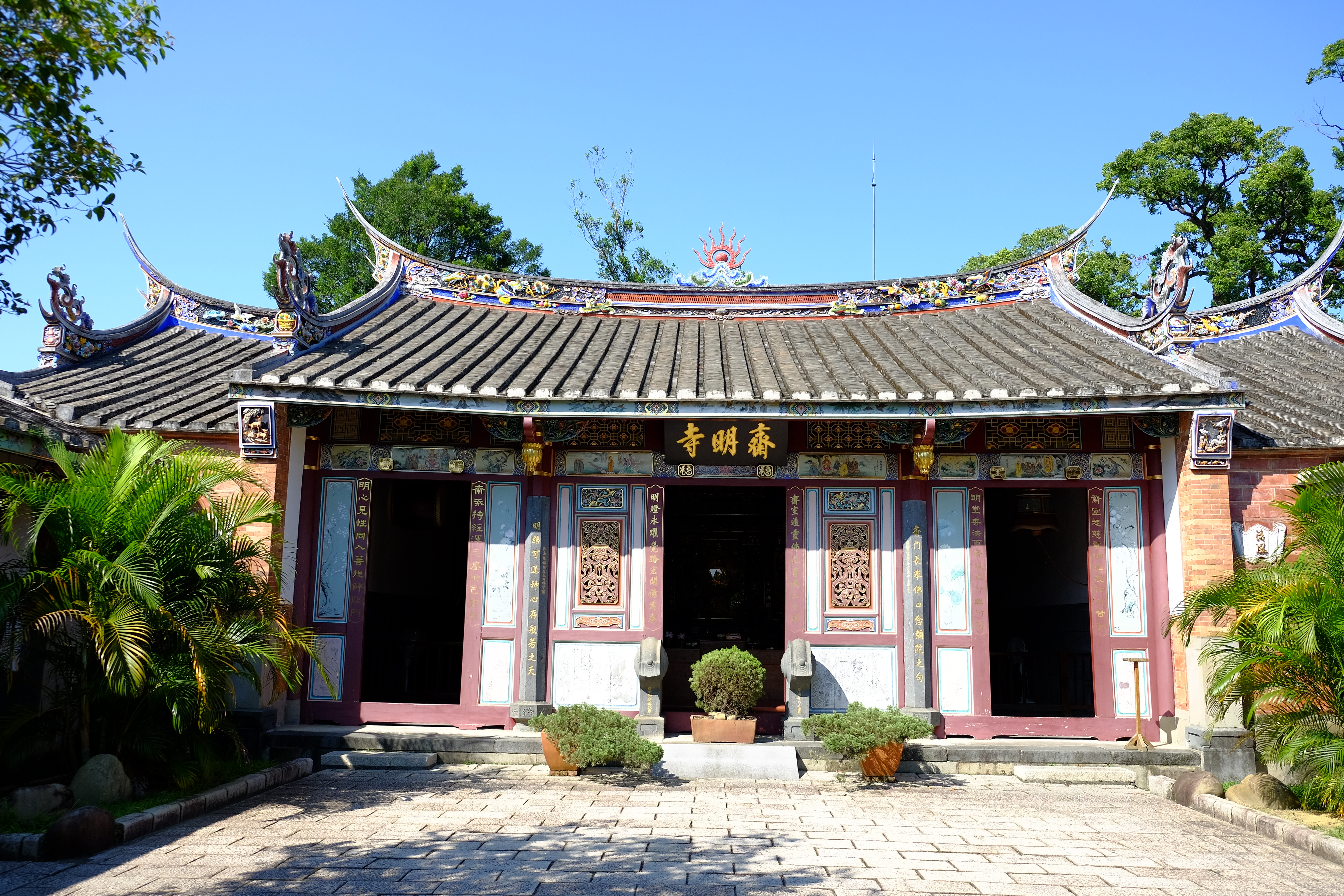
齋明寺

具有一百六十年歷史的桃園大溪齋明寺，由性悅法師創建於清代道光末年（約西元1850年代），其法脈始繼於南海普陀洛伽山；1985年中華民國內政部審定為三級古蹟。1999年1月22日正式交由法鼓山承接法務，由聖嚴法師為第七任住持。
齋明寺建寺之初原名為「福份宮」，1873年（清同治12年）第二代住持黃普瑟居士改建瓦茸堂宇，更名為「齋明堂」，法脈轉承齋教龍華法脈。1911年第三代住持胡普惠居士擴大改建殿宇及東西二廂。1926年第四代住持江普梅居士禮福州的鼓山湧泉寺聖恩和尚為師，傳承鼓山曹洞宗的禪學法脈。1938年第五代住持江普乾居士因應台灣日治時期之時勢，聲請加入日本曹洞宗聯絡寺廟，並更名為「齋明寺」。1998年第六代住持江會觀居士期能讓齋明寺革新再造，遂邀聖嚴法師接任住持，將齋明寺回歸正信禪寺。1999年1月22日齋明寺舉行交接儀式，將印信交與聖嚴法師，同年9月11日舉行晉山典禮，正式敦請聖嚴法師為第七任住持，齋明寺至此交由法鼓山管理。由於齋明寺歷史悠久，加上歷代住持對寺產的愛護，寺中保藏了許多珍貴的文物。在經書中，以原版拓印的宋磧砂藏經為最；在書畫方面，則保有總統嚴家淦、于右任、梁實秋等人之作品。齋明寺環境清幽，臨大漢溪，往昔有「崁津歸帆」、「靈塔斜陽」者，並列為大溪八景之二，其古道亦為昔日通往大溪之捷徑，現已成為古蹟巡禮中的重要景點。

### 雲來寺

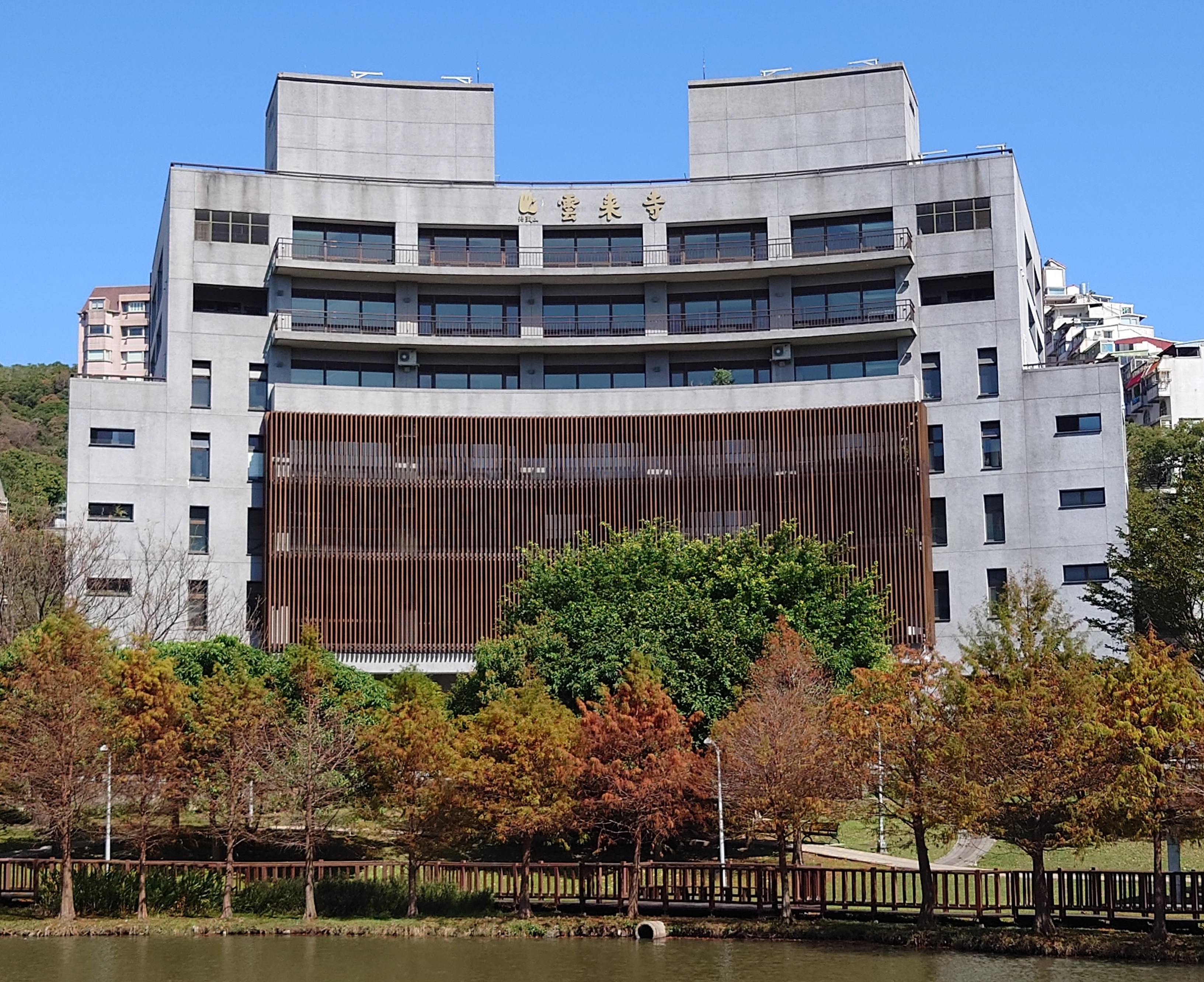
雲來寺

雲來寺座落於台北市北投區公館路，在2006年10月7日正式啟用。成立雲來寺的來由，與1989年農禪寺的被告知拆遷有關，由於農禪寺將被拆遷，創辦人聖嚴法師則感念於讓台北市民有一個共同修習佛法的場所，遂在北投地區積極找地興建。農禪寺之後免於被拆遷，北投新址大樓完工後，則由法鼓山分別各地承租辦公的單位或事業體則遷入，如法鼓山佛教基金會、法鼓文化、慈善基金會、護法總會及行政中心......等單位。
雲來寺雖名為寺，但由於其主要提供法鼓山行政、文化、慈善與社大等各單位作為辦公之用，因此不對外開放參訪。其建築不見飛簷斗栱等傳統建築元素，而其較具現代感的造型，在台灣寺院中算是比較少見的。

### 寶雲寺

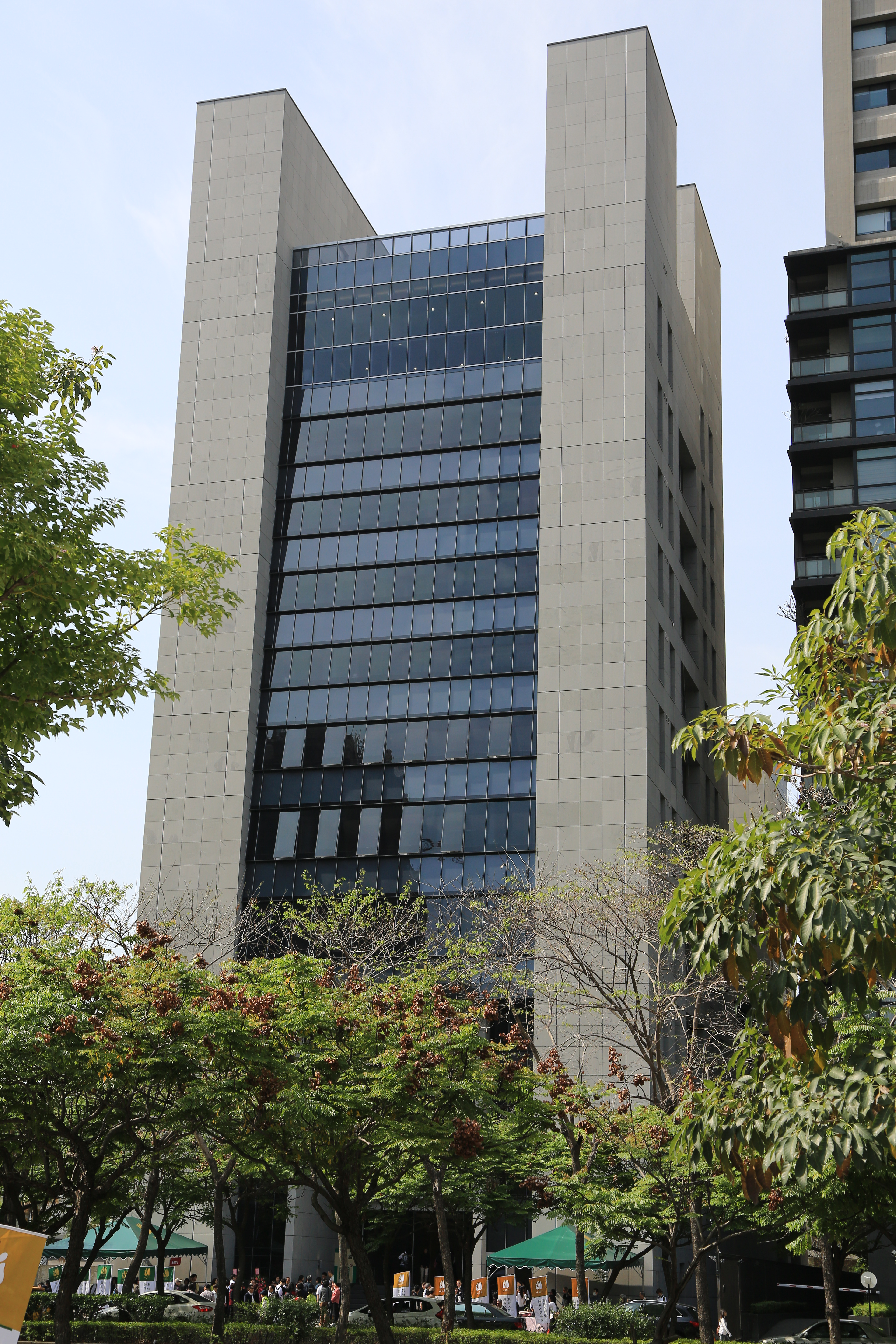
改建完成的寶雲寺

臺中寶雲寺的緣起於1988年8月，聖嚴法師在台中信眾謝淑琴的邀請下，初次到台中市中興堂進行為期兩天的專題演講，由於參加民眾踴躍，遂發起成立台中分院的願心。但直到1991年於臺中市才購得一間八十多坪的公寓，是年4月4日舉行落成暨佛像開光典禮，「台中分院」於是成立。但隨著護持人數增加，原有公寓的出入在管理上有所不便，故於1992年10月遷移至柳川東路上，1996年5月再遷移至忠明路上弘法。1999年台灣發生921大地震，基於建築安全考量，遂於2000年9月遷至位於七期重劃區內的西屯區市政路現址，2014年12月3日原址改建落成，更名為寶雲寺，是法鼓山中最新完工的寺院建築。
持續弘法迄今，目前主要以舉辦各種共修活動、菩薩戒誦戒會、地藏法會、大悲懺法會，以及成長營、合唱團、佛學講座與兒童讀經班等為主。

### 台南分院
台南分院的成立可溯源至1990年8月17日法鼓山護法總會首度於台南舉辦聯誼會，聖嚴法師南下慰問，在當時台南唯一一位勸募會員楊黃玉淑，主動邀集友人加入護持，因此揭開了台南分院涓滴成長的路程。最初，共修地在勸募成員家中，隨著人數增長，於是透過當時法鼓山台南念佛會會長顏淨一居士的協助，借用台南府前路的「德化堂」為共修處，此後在1991年7月1日成為法鼓山「台南辦事處」的所在地。1993年5月遷移至南門路上，1998年4月購得台南市西門路上一處房舍，「台南分院」自此成立。1998年11月22日新道場正式灑淨啟用，翌年三月舉行開光，開啟了台南地區弘法的新歷程。現在以舉辦各種共修活動，如佛一、佛二、佛三，菩薩戒誦戒會、地藏法會、大悲懺法會，舉辦法器練習、讀書會、佛學講座、兒童讀經班、小法鼓兒童繪本導讀、生命成長課程、健康講座等。另外，位於台南市佳里區的「雲集寺」，亦屬於法鼓山台南分院所轄之分寺院。

### 紫雲寺
創建於1960年的高雄南天台紫雲寺，位於高雄市鳥松區，由開山住持演禪長老尼購地草創，由於長老尼是天台宗高僧斌宗上人的弟子，因此在紫雲寺上冠上「南天台」的宗派。第二任為淨圓法師。2001年1月演禪長老尼與淨圓法師顧及本身年事已高，為承續法務，便交由法鼓山承接，聖嚴法師為第三任住持，成為法鼓山在高雄地區弘化的重鎮。另外，位於高雄市三民區的「三民精舍」，亦屬於法鼓山紫雲寺所轄之精舍。

### 信行寺
信行寺位於台東縣卑南鄉，1968年由查妙法師購地創建，1972年交由會徹法師主持，其取佛法中「信、願、行」之意涵，故取名為「信行寺」。1997年法鼓山台東辦事處因環境所致而意欲另尋新場所，幸遇信行寺也在尋覓適當接掌者，因而促成了法鼓山台東信行寺的成立。1997年12月25日辦事處正式遷至台東縣台東市信行寺，並持續掌理法務迄今。

### 東初禪寺
1975年冬，甫於日本東京取得博士學位的聖嚴法師應美國佛教會沈家楨居士之邀，赴美擔任美國佛教會董事長兼任副會長及美國大覺寺住持一職。1977年5月，應當地學佛青年的需求而開辦禪坐訓練班，於是假沈居士的「菩提精舍」主持第一次禪七。1978年底，在弟子的協助之下，於紐約市皇后區（Queens）林邊（Woodside）租下一層房子，成立「禪中心」（Chan Meditation Center）為固定道場。翌年7月，聖嚴法師為了紀念恩師東初老人，特將此禪中心命名為「東初禪寺」，英文名稱則為「The Chung-Hwa Institute of Buddhist Culture」與位於台灣的中華佛教文化館名稱相同。1979年於同為皇后區的愛爾姆斯特（Elmhurst）的柯羅娜街（Corona）集資購置一處二層樓的舊磚房，於1981年5月10日落成使用。隨著弘法活動及信眾日增，1987年搬遷至原舍對面較為寬敞的三層樓房，並使用迄今。東初禪寺經常性舉辦的活動中，以「禪七」最具特色，其中多是藉此活動接引西方人親近漢傳佛法、修禪的主要管道之一。

### 象岡道場
至1977年，東初禪寺已舉辦七十七場禪七與多項活動，隨著修禪的弟子與日俱增，東初禪寺的使用已經超過負荷，於是便在1997年7月於紐約上州的象岡鎮（Shawanggunk of Ulster County）購置土地，成立「象岡道場」，作為專用之禪修中心。
位在山坡地上的象岡道場，其「象岡」二字，源於印第安語Shawanggunk音譯而來，其本意是「白色的山」，而道場取名為「象岡」，則亦期許它成為一個培養佛門龍象人才聖地之深意。

## 教育文化

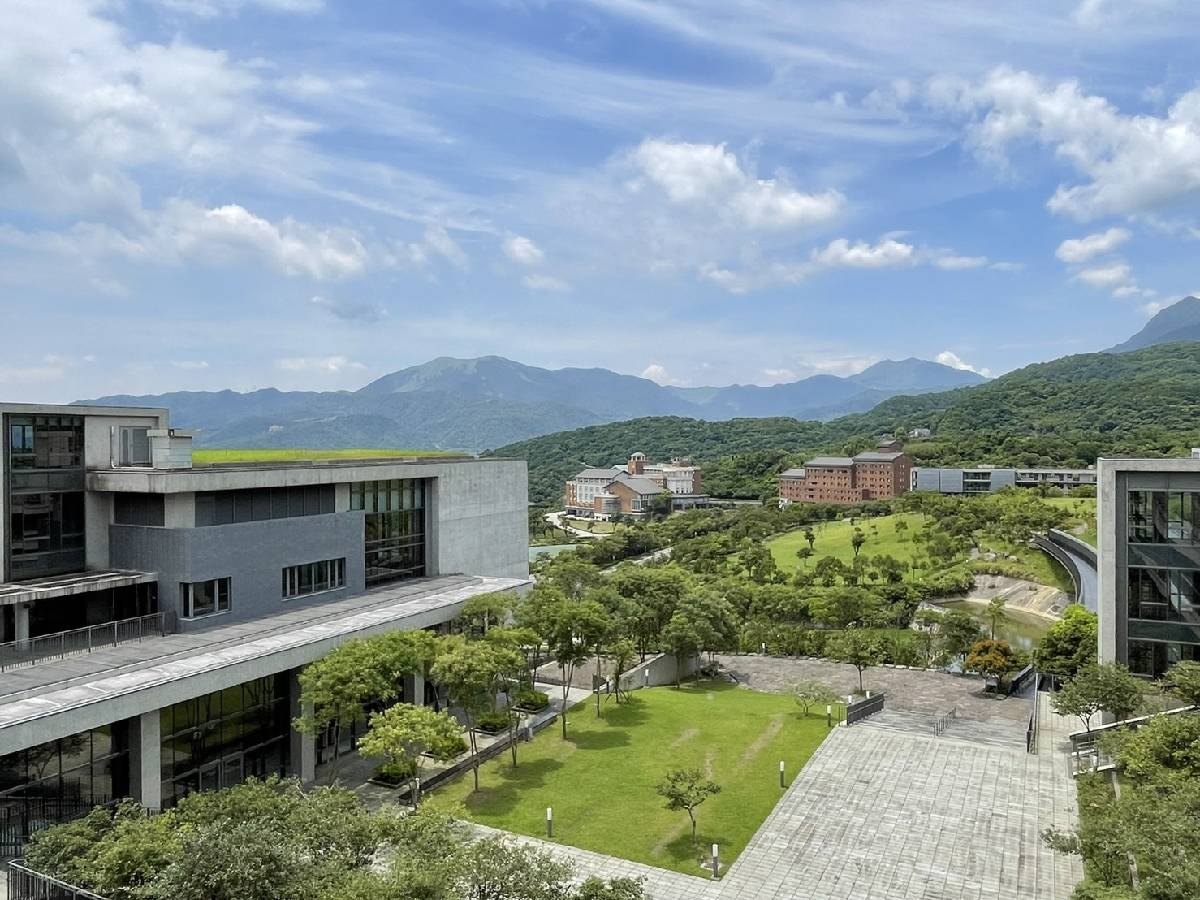
法鼓文理學院與僧伽大學校園

### 法鼓文理學院
全銜為「法鼓學校財團法人法鼓文理學院」。由法鼓人文社會學院與法鼓佛教學院於2014年合併成立。法鼓佛教學院自中華佛學研究所改制宗教研修學院，合併後改制為佛教學系。原人文社會學院改為人文社會學群，於2015年春季招收首屆「生命教育」、「社區再造」、「社會企業與創新」、「環境與發展」等四個碩士學位學程學生。

### 僧伽大學
由法鼓山僧團創立，是專為培育僧侶的佛學院。東初老人曾發表多篇文章呼籲佛教界成立佛教大學，而聖嚴法師則於1961年在《人生》、《覺世》等刊物中為佛教大學請命。然而直到1998年10月2日才得以召集了相關人員擬定了「法鼓山佛學院規劃書」，隔年3月2日於農禪寺召開第一次佛學院籌備會議。2000年3月15日再於農禪寺舉辦一場「佛學院辦學經驗交流座談會」，邀集了當時台灣各佛學院負責人，就僧伽教育、佛學院運作進行廣泛的交流。經過兩年多的籌備，僧大確立了建校目標及完成各項軟硬體設備後，於2001年秋開辦，首屆招生計有男眾九名、女眾廿九名共卅八名學生報名考試，實際錄取男眾五名、女眾十八名。其中特殊規定則是：學僧必須在第三年剃度，成為僧團的一員。
其教育目標為以漢傳佛教的理論及實踐，培養德學兼備、解行並重，具有高尚宗教情操，並能帶動社會淨化之僧才。其次、造就因應時代潮流下的佛教僧才，推動佛教教育文化工作，落實社會關懷。再次之、加強國際交流與語言訓練，推動佛學教育國際化，培養深具國際宏觀之弘化僧才。僧伽大學雖以大學為名，其學制仍為僧人的養成教育，與一般的大專院校體系並不相同，因此並無中華民國教育部之授業認證。

### 中華佛學研究所
「中華佛學研究所」前身為「中華學術院佛學研究所」，由前教育部部長暨中國文化學院（今中國文化大學）創辦人張其昀博士提倡成立，目的為發揚漢學。創立之初隸屬於中華學術院，附設於中國文化學院學區內。
1975年聖嚴法師獲得日本立正大學文學博士學位，張其昀先生有意敦聘法師前往任教。1978年，法師應張其昀先生之聘，正式擔任中華學術院佛學研究所所長。1981年8月招收第一屆學生，1984年由於中國文化大學改制，佛學研究所停止招生，時任所長的聖嚴法師卻認為雖然停止招生，但佛教的高等教育卻不能停止。
1985年秋，則以「中華佛學研究所」之名繼續招生。1986年移至北投中華佛教文化館。
中華佛學研究所於1987年向教育部申請立案，同年7月1日奉准立案，於8月22日舉行成立大會。而之前由中華學術院佛學研究所發行之《華岡佛學學報》，自第九期起更名為《中華佛學學報》。
1992年由方甯書教授接任聖嚴法師為第二任所長，1996年則由李志夫教授任第三屆所長。
中華佛研所另為社會人士設立了「佛學教育推廣中心」，並規劃佛學與禪修的研究課程。2001年法鼓山世界佛教教育園區第一期工程完成，中華佛研所便遷移至金山現址。
其學制課程為每年招收十至十二名具大專學歷之研究生，授予三年課程。此外，1990年起每年招考選修生數名，修業期限二年。1996年起，針對無法成為正式研究生者，另甄選選課生若干。2007年法鼓佛教研修學院獲准設立後轉型為純研究機構。

### 法鼓文化
法鼓文化的成立因緣，可溯及至東初老人在中華佛教文化館推展佛教文化事業的時期，為了保存佛教文獻，東初老人先後編纂了《禪學大成》、《蓮池大師全集》、《淨土十要》、《中華佛教美術》、《中華佛教叢書》、《民國高僧傳》及《中印佛教交通史》、《中日佛教交通史》、《中國近代佛教史》等叢書，以為研究佛教歷史文化之依據。老人圓寂之後，一度停擺了的文化事業，直到聖嚴法師回國後，在方甯書教授的協助下，於1980年5月成立了「東初出版社」，以承續東初老人的文化使命。出版社成立之後，首先出版了七冊的《東初老人全集》；其他出版物為聖嚴法師編寫的基礎佛教入門書籍，如《正信的佛教》、《學佛群疑》、《戒律學綱要》等。此外，並出版中華佛學研究所的學術論文著作，另一方面也同時出版「佛學小叢刊」與大眾結緣。另一方面出版部發行《人生》、《法鼓》兩刊雜誌。1989年法鼓山創立，東初出版社開始化不同書系，包括「寰宇自傳」、「禪修指引」、「智慧海」、「現代經典」等系列，以及「有聲書」系列有聲書籍，並於1994年集結聖嚴法師之前所有著作，輯成一套四十七冊的《法鼓全集》。1995年7月將東初出版社擴大為「法鼓文化」，朝向多元出版事業發展。並於1996年開始參加台北國際書展。

## 外部連結
- 法鼓山全球資訊網 （页面存档备份，存于）（繁體中文）
- 法鼓山網路電視台 （页面存档备份，存于）
- 法鼓山的Facebook專頁
- 法鼓山的Instagram帳戶
- 法鼓山的X（前Twitter）
- 法鼓山的Plurk專頁
- 法鼓山心靈環保弘法專區的新浪微博
- YouTube上的DDMTV法鼓山網路電視台頻道
- 法鼓全集 （页面存档备份，存于）（繁體中文）